# 因阿迈纳斯
因阿迈纳斯（阿拉伯语：‎）是阿尔及利亚伊利济省的一个镇。
當地有阿爾及利亞國家石油公司與BP、挪威國家石油公司合資營運的天然氣加工廠。2013年1月發生因阿邁納斯人質事件。
阿政府拒绝任何谈判要求，后发动空袭，造成大量人员伤亡，地面部队采取强攻，解救剩余人质，本次绑架事件功造成23人死亡（一说35人死亡）。